# ترسيم الحركة
ترسيم الحركة Blocking هي مرحلة أولية من مراحل عمل الرسوم المتحركة يقصد بها تكوين الوضعيات الرئيسية فقط (أو مايعرف بـالـ poses) في سلسلة الحركة  للقطةٍ أو مشهدٍ ما، وذلك للحصول على فهمٍ أوليٍ عن التوقيت بين هذي الوضعيات. تُستخدم هذه الطريقة أيضاً للحصول على فكرة أولية عن تموضع هذه الشخصيات وبقية العناصر الأخرى المتواجدة في مشهد ما. يُعدّ هذا الأسلوب أكثر شيوعاً في الرسوم المتحركة ثلاثية الأبعاد.
غالباً ما يكون الترسيم (أو التجزِيء) الخطوة الأولى في أسلوب التحريك المعروف بالـ وضعية-إلى-أخرى، وذلك خلافاً لأسلوب التحريك المباشر (straight-ahead). لا يقتصر ترسيم الوضعيات فقط على وضع مفاتيح التحريك الرئيسية في المشهد ولكن قد يشمل أيضاً وضع مفاتيح بين البينين المهمة فقط، المفاتيح القصوى لحركة ما، ومفاتيح تفصيلية أخرى قد تعتبر ضرورية لتأسيس الرتم والتوقيت في المشهد.
في مجال الرسوم الحاسوبية ثلاثية الأبعاد، يتم الحصول منحنيات الحركة للقْطة مُرسمة الحركة من خلال ممسات «متدرجة» أو «مربعية» لكل مفتاح تحريك والتي تمنع عمل أي استيفاء تلقائي من البرنامج ذاته لكل حركة بين وضعية أوخرى. هذا يسمح لفنان التحريك رؤية الوضعيات الرئيسية للحركة بدون أي استيفاءات غريبة و/أو غير مقصودة كُونت تلقائياً من البرنامج. في بعض الأحيان، يتسبب هذا الترسيم في إشكالية بسبب ما يعرف بـ قفل الإنحراف. ولكن رؤية الوضعيات الرئيسية باستخدام هذه التقنية في التحريك يساعد فنان التحريك على ضبط توقيت الحركة بسرعة، وبدون أي تشتيت انتباه قد يحدث بسبب الاستيفاء التلقائي الذي يقوم به البرنامج تلقائياً. 